# ヘレーナ・ヒルシュ
へレーナ・ヒルシュ（ヘレン・ヒルシュ、Helen Hirsch）は、第二次世界大戦時にクラクフ・プワシュフ強制収容所に収容されていたユダヤ人。同収容所の所長を務めたSS（ナチス親衛隊）であるアーモン・ゲートのメイドとして働いていた。
映画『シンドラーのリスト』の題材にもなった、約1,200人のユダヤ人強制労働者を救ったオスカー・シンドラーの助力でホロコーストを生き延びた者として知られる。

## 略歴

### クラクフ・プワシュフ強制収容所での生活
1942年、クラクフ・プワシュフ強制収容所での生活を余儀なくされていたヘレーナは、同収容所の所長であったアーモン・ゲートに見出され、収容所内にあるゲートの屋敷でメイドとして働くこととなった。
ゲートの屋敷では、ヘレン・ジョナス・ローゼンツヴァイクというポーランド人のメイドとともに地下室で寝起きをし、およそ2年間にわたって家事を担っていた。2人のメイドは奇しくも同じヘレンであったため、ゲートはヘレーナのことをレナ、ローゼンツヴァイクのことをスザンナと呼んでいたという。
ゲートの屋敷での仕事は、常に恐怖と苦痛が付きまとっていた。強烈なサディズムを有するゲートが屋敷のバルコニーからユダヤ人収容者を狙撃したり、些細な理由で処刑を命じたりするのを日常的に目の当たりにしていた。また、ローゼンツヴァイクとともに暴力を振るわれることもあった。

### 収容所生活からの解放
ゲートと親交が深かったのが、琺瑯工場を経営する実業家のオスカー・シンドラーであった。シンドラーはユダヤ人を労働者という名目で多数保護していた。しばしばゲートの屋敷を訪問しては"2人のヘレン"に「古代ユダヤ人が解放（出エジプト）されたように、君たちにもその日が来る」と励まし続けた。
1944年9月、ゲートがユダヤ人の財産の横領を理由に逮捕・罷免される。その年の年末、ソビエト赤軍の侵攻によりプワシュフ強制収容所はじめ、各地の強制収容所を閉鎖し収容者は絶滅収容所に送られる方針となる。シンドラーは「チェコのブルニェネツ（ブリュンリッツ）の工場に労働力が必要だ」と主張し、同収容所から800もの収容者を"労働力"として保護する。その際ヘレーナもリストに載った。
本来であれば男性収容者同様ブリュンリッツ収容所まで送られる予定であったが、へレーナはじめ300人もの女性労働者は60km離れたアウシュヴィッツ強制収容所に移送されるという苦難に見舞われる。ここでもシンドラーは必死にナチスと交渉し、彼女らは救出されブリュンリッツに到着した。
以降、ドイツの敗戦までシンドラーの保護下で安全に過ごす。

### 戦後
1945年の8月から9月にかけて、かつてプワシュフで自身を支配したアーモン・ゲートの裁判が行われる。ヘレーナは法定でゲートの蛮行を証言し、ゲートは絞首刑に処された。

## シンドラーのリスト
映画『シンドラーのリスト』に登場するヘレン・ヒルシュは、史実通りアーモン・ゲートの屋敷に従事するユダヤ人メイドとして描写されているが、そのキャラクターはヘレーナ・ヒルシュと前述のポーランド人メイドヘレン・ジョナス・ローゼンツヴァイクの2名の性質を合わせたものとなっている。ローゼンツヴァイクは後年多くの証言を残しているため、そちらのキャラクターの方が色濃く反映されていると思われる。
劇中ではエンベス・デイヴィッツが演じた。